# Robert Susmaga
Robert Susmaga – polski inżynier informatyk, doktor habilitowany nauk technicznych. Specjalizuje się w inteligentnych systemach wspomagania decyzji oraz uczeniu maszynowym. Adiunkt w Instytucie Informatyki Wydziału Informatyki Politechniki Poznańskiej.
Stopień doktorski uzyskał w 2001 na podstawie pracy pt. Algorytmy dokładne redukcji danych oparte na teorii zbiorów przybliżonych, przygotowanej pod kierunkiem prof. Romana Słowińskiego. Habilitował się w 2016 na podstawie dorobku naukowego i cyklu publikacji pt. Integracja informacji międzyklasowej i wewnątrzklasowej w procesie redukcji atrybutów dla celów deskryptywnych.
Artykuły publikował w takich czasopismach jak m.in. „European Journal of Operational Research", „Fundamenta Informaticae", „Electronic Notes in Theoretical Computer Science" oraz „Control and Cybernetics".